# 8079 Bernardlovell
8079 Bernardlovell (1986 XF1) là một tiểu hành tinh vành đai chính được phát hiện ngày 4 tháng 12 năm 1986 bởi E. Bowell ở trạm Anderson Mesa thuộc Đài thiên văn Lowell.